# Алі Мардан Хілджі
Рукн ад-Дін Алі Мардан Хілджі (перс. ركن الدین علی مردان خلجی; д/н—1212) — 2-й мусульманський володар Бенгалії у 1206, 1210—1212 роках.

## Життєпис
Походив з тюркського племені Халаджі, клані Хілджі. Відомостей про нього обмаль. Син якогось Мардана. Ймовірно був якимось родичем Мухаммада Бахтіяра, який 1203 року вдерся до імперії Сена, захопивши її західну частину.
1206 року призначається намісником Ґораґату, який ймовірно Мухаммад Бахтіяр планував зробити своєю столицею. Того ж року останній зазнав поразки в поході на Тибет. Цим скористався Алі Мардан, що вбив Бахтіяра, захопивши владу. Але досить швидко зазнав поразки від Мухаммад Ширана, сина Мухаммада Бахтіяра, потрапив у полон, але зміг втекти до Делі.
1208 року спонукав делійського султана Кутб ад-Дін Айбека відправити військо на чолі із Каємазом Румі, валі (намісником) Ауду, проти Мухаммада Ширана, якого 1208 року було повалено. Але владу перебрав інший родич Іваз. Проте 1210 року останній добровільно поступився Алі Мардану, коли той прибув з військом до Бенгалії. Невдовзі після смерті Айбека почалася боротьба за владу чим скористався Алі Мардан, що став фактично незалежним, став карбувати золоті динари з власним ім'ям та прийняв титул малік ала ад-дін. Столицею зробив місто Девкот.
Алі Мардан Хілджі визнав владу делійського султана, але 1212 року його було вбито внаслідок змови. Владу перебрав Іваз.